# Världsmästerskapen i simsport 1994
Världsmästerskapen i simsport 1994 var de 7:e världsmästerskapen i simsport och arrangerades i Rom, Italien mellan 1 september och 11 september 1994. Tävlingar i tävlingssimning, simhopp, öppet vatten-simning, vattenpolo och konstsim hölls.

## Medaljfördelning
Värdnation 
| Pl.   | Nation        | Guld | Silver | Brons | Totalt |
| ----- | ------------- | ---- | ------ | ----- | ------ |
| 1     | Kina          | 16   | 10     | 2     | 28     |
| 2     | USA           | 7    | 10     | 8     | 25     |
| 3     | Ryssland      | 5    | 7      | 5     | 17     |
| 4     | Australien    | 5    | 3      | 4     | 12     |
| 5     | Ungern        | 3    | 3      | 4     | 10     |
| 6     | Finland       | 2    | 2      | 0     | 4      |
| 7     | Kanada        | 1    | 2      | 2     | 5      |
| 8     | Spanien       | 1    | 2      | 0     | 3      |
| 8     | Sverige       | 1    | 2      | 0     | 3      |
| 10    | Tyskland      | 1    | 1      | 6     | 8      |
| 11    | Italien       | 1    | 0      | 2     | 3      |
| 12    | Polen         | 1    | 0      | 0     | 1      |
| 12    | Zimbabwe      | 1    | 0      | 0     | 1      |
| 14    | Japan         | 0    | 2      | 1     | 3      |
| 15    | Nya Zeeland   | 0    | 1      | 2     | 3      |
| 16    | Nederländerna | 0    | 1      | 0     | 1      |
| 17    | Belgien       | 0    | 0      | 2     | 2      |
| 17    | Brasilien     | 0    | 0      | 2     | 2      |
| 17    | Costa Rica    | 0    | 0      | 2     | 2      |
| 20    | Litauen       | 0    | 0      | 1     | 1      |
| 20    | Mexiko        | 0    | 0      | 1     | 1      |
| Total | Total         | 45   | 46     | 44    | 135    |

## Resultat

### Konstsim[1]
| Gren         | Guld                                | Silver                            | Brons                              |
| Individuellt | Becky Dyroen-Lancer USA             | Fumiko Okuno Japan                | Lisa Alexander Kanada              |
| Par          | USA Becky Dyroen-Lancer Jill Suduth | Japan Fumiko Okuno Miya Tachibana | Kanada Lisa Alexander Erin Woodley |
| Lag          | USA                                 | Kanada                            | Japan                              |

### Simhopp[2]

#### Herrar
| Gren | Guld                   | Silver                 | Brons                        |
| 1m   | Evan Stewart Zimbabwe  | Lan Wei Kina           | Brian Earley USA             |
| 3m   | Zhuocheng Yu Kina      | Dmitri Sautin Ryssland | Wang Tianling Kina           |
| 10m  | Dmitri Sautin Ryssland | Sun Shuwei Kina        | Vladimir Timosjinin Ryssland |

#### Damer
| Gren | Guld             | Silver                | Brons                    |
| 1m   | Chen Lixia Kina  | Tan Shuping Kina      | Annie Pelletier Kanada   |
| 3m   | Tan Shuping Kina | Vera Ilyjnia Ryssland | Claudia Böckner Tyskland |
| 10m  | Fu Mingxia Kina  | Chi Bin Kina          | María José Alcalá Mexiko |

### Simning[3]

#### Herrar
| Gren                    | Guld                                                                | Silver                                                                      | Brons                                                                     |
| 50 m frisim             | Aleksandr Popov Ryssland                                            | Gary Hall, Jr. USA                                                          | Raimundas Mažuolis Litauen                                                |
| 100 m frisim            | Aleksandr Popov Ryssland                                            | Gary Hall, Jr. USA                                                          | Gustavo Borges Brasilien                                                  |
| 200 m frisim            | Antti Kasvio Finland                                                | Anders Holmertz Sverige                                                     | Danyon Loader Nya Zeeland                                                 |
| 400 m frisim            | Kieren Perkins Australien                                           | Antti Kasvio Finland                                                        | Danyon Loader Nya Zeeland                                                 |
| 1500 m frisim           | Kieren Perkins Australien                                           | Daniel Kowalski Australien                                                  | Steffen Zesner Tyskland                                                   |
| 100 m ryggsim           | Martin López Spanien                                                | Jeff Rouse USA                                                              | Tamás Deutsch Ungern                                                      |
| 200 m ryggsim           | Vladimir Selkov Ryssland                                            | Martin López Spanien                                                        | Royce Sharp USA                                                           |
| 100 m bröstsim          | Norbert Rózsa Ungern                                                | Károly Güttler Ungern                                                       | Frédérik Deburghgraeve Belgien                                            |
| 200 m bröstsim          | Norbert Rózsa Ungern                                                | Eric Wunderlich USA                                                         | Károly Güttler Ungern                                                     |
| 100 m fjärilsim         | Rafał Szukała Polen                                                 | Lars Frölander Sverige                                                      | Denis Pankratov Ryssland                                                  |
| 200 m fjärilsim         | Denis Pankratov Ryssland                                            | Danyon Loader Nya Zeeland                                                   | Chris-Carol Bremer Tyskland                                               |
| 200 m medley            | Jani Sievinen Finland                                               | Greg Burgess USA                                                            | Attila Czene Ungern                                                       |
| 400 m medley            | Tom Dolan USA                                                       | Jani Sievinen Finland                                                       | Eric Namesnik USA                                                         |
| 4×100 m freestyle relay | USA Jon Olsen Josh Davis Uğur Taner Gary Hall, Jr.                  | Ryssland Roman Sjegolev Vladimir Predkin Vladimir Pysjnenko Aleksandr Popov | Brasilien Fernando Scherer Teófilo Ferreira André Teixeira Gustavo Borges |
| 4×200 m freestyle relay | Sverige Christer Wallin Tommy Werner Lars Frölander Anders Holmertz | Ryssland Jurij Muchin Roman Sjegolev Vladimir Pysjnenko Denis Pankratov     | Tyskland Andreas Szigat Christian Keller Oliver Lampe Steffen Zesner      |
| 4×100 m medley relay    | USA Jeff Rouse Eric Wunderlich Mark Henderson Gary Hall, Jr.        | Ryssland Vladimir Selkov Vasili Ivanov Denis Pankratov Aleksandr Popov      | Ungern Tamás Deutsch Norbert Rózsa Péter Horváth Attila Czene             |

#### Damer
| Gren               | Guld                                           | Silver                                                                 | Brons                                                                                |
| 50 m frisim        | Le Jingyi Kina                                 | Natalja Mesjtjerjakova Ryssland                                        | Amy Van Dyken USA                                                                    |
| 100 m frisim       | Le Jingyi Kina                                 | Lü Bin Kina                                                            | Franziska van Almsick Tyskland                                                       |
| 200 m frisim       | Franziska van Almsick Tyskland                 | Lü Bin Kina                                                            | Claudia Poll Costa Rica                                                              |
| 400 m frisim       | Yang Aihua Kina                                | Cristina Teuscher USA                                                  | Claudia Poll Costa Rica                                                              |
| 800 m frisim       | Janet Evans USA                                | Hayley Lewis Australien                                                | Brooke Bennett USA                                                                   |
| 100 m ryggsim      | He Cihong Kina                                 | Nina Zjivanevskaja Ryssland                                            | Barbara Bedford USA                                                                  |
| 200 m ryggsim      | He Cihong Kina                                 | Krisztina Egerszegi Ungern                                             | Lorenza Vigarani Italien                                                             |
| 100 m bröstsim     | Samantha Riley Australien                      | Dai Guohong Kina                                                       | Yuan Yuan Kina                                                                       |
| 200 m breaststroke | Samantha Riley Australien                      | Yuan Yuan Kina                                                         | Brigitte Becue Belgien                                                               |
| 100 m fjärilsim    | Liu Limin Kina                                 | Yun Qu Kina                                                            | Susan O'Neill Australien                                                             |
| 200 m butterfly    | Liu Limin Kina                                 | Yun Qu Kina                                                            | Susan O'Neill Australien                                                             |
| 200 m medley       | Lü Bin Kina                                    | Allison Wagner USA                                                     | Elli Overton Australien                                                              |
| 400 m medley       | Dai Guohong Kina                               | Allison Wagner USA                                                     | Kristine Quance USA                                                                  |
| 4×100 m frisim     | Kina Le Ying Shan Ying Lü Bin Le Jingyi        | USA Angel Martino Nicole Haislett Amy Van Dyken Jenny Thompson         | Tyskland Franziska van Almsick Katrin Meissner Kerstin Kielgass Daniela Hunger       |
| 4×200 m frisim     | Kina Le Ying Yang Aihua Lü Bin Zhou Ouanbin    | Tyskland Franziska van Almsick Julia Jung Kerstin Kielgass Dagmar Hase | USA Cristina Teuscher Nicole Haislett Janet Evans Jenny Thompson                     |
| 4×100 m medley     | Kina He Cihong Dai Guohong Liu Limin Le Jingyi | USA Lea Loveless-Maurer Kristine Quance Amy Van Dyken Jenny Thompson   | Ryssland Nina Zjivanevskaja Olga Prochorova Svetlana Pozdeeva Natalja Mesjtjerjakova |

### Vattenpolo[4]
| Turnering       | Guld    | Silver        | Brons    |
| Herrar detaljer | Italien | Spanien       | Ryssland |
| Damer detaljer  | Ungern  | Nederländerna | Italien  |

### Öppet vatten-simning[5]

#### Herrar
| Gren | Guld                 | Silver                 | Brons                    |
| 25km | Greg Streppel Kanada | David Bates Australien | Aleksej Akatjev Ryssland |

#### Damer
| Gren | Guld                          | Silver             | Brons                           |
| 25km | Melissa Cunningham Australien | Rita Kovács Ungern | Shelley Taylor Smith Australien |